# حمله اسرائیل به زندان اوین
حمله اسرائیل به زندان اوین ۲ تیر ۱۴۰۴ و در بحبوحه جنگ ایران و اسرائیل انجام شد. رسانه‌های ایران اعلام کردند که با ریزپرنده یا عملیات انفجاری به این زندان حمله شده است. بخش‌های نگهبانی، اداری و دادسرای اوین، بند نسوان، ساختمان بهداری و کتابخانه بند چهار در این حمله آسیب دیدند. یک هفته پس از حمله، سخنگوی قوه قضائیه ایران اعلام کرد دست‌کم ۷۱ نفر در این حمله کشته شده‌اند و کارمندان اداری، سربازان وظیفه، زندانیان و خانواده زندانیان که برای ملاقات یا پیگیری قضائی به زندان مراجعه کرده، در میان کشته شدگان هستند.
دست‌کم دو نقطه از زندان اوین هدف حمله ارتش اسرائیل قرار گرفت. یکی از حملات به نزدیکی دادسرای شهید مقدس پایین‌تر از در ورودی اصلی زندان اوین صورت گرفته که در نتیجه آن ساختمان دادسرا، دیوار بیرونی زندان، بعضی از ساختمان‌های اداری و ساختمان کتابخانه آسیب دیده است. انفجار دیگر هم در ضلع شمال شرقی زندان و نزدیک مجتمع قضایی شهید کچویی اتفاق افتاده که به ساختمان ملاقات‌های حضوری زندان و ساختمان‌های مسکونی نزدیک آن به شدت آسیب زده است. در نتیجه این حمله، زنان زندانی بند زنان را به زندان قرچک ورامین و زندانیان مرد بند چهار را به زندان تهران بزرگ (فشافویه) منتقل شدند.
تصاویر شبکه‌های اجتماعی در روز حمله نشان می‌دهد ورودی زندان اوین هدف قرار گرفته است. اما بخش راستی‌آزمایی بی‌بی‌سی فارسی این ویدیو را ساختگی تشخیص داده است.
این حمله همزمان با حملات اسرائیلی به سایر تأسیسات مرتبط با دستگاه امنیت داخلی ایران رخ داد، از جمله ستاد بسیج، قرارگاه ثارالله، سپاه امام حسن البرز، فرماندهی حفاظت اطلاعات نیروی انتظامی، سپاه سیدالشهدا، و ستاد اطلاعات نیروی انتظامی.
این حمله با واکنش‌هایی روبرو شد. ثمین الخیطان، سخنگوی دفتر حقوق بشر سازمان ملل این حمله را «نقض جدی قوانین بشردوستانه بین‌المللی» خواند. به گفته عفو بین‌الملل حملهٔ عمدی به اهداف غیرنظامی تحت قوانین بشردوستانه بین‌المللی ممنوع است و می‌تواند مصداق جنایت جنگی باشد. ژان نوئل بارو، وزیر خارجهٔ فرانسه، هم با غیرقابل قبول خواندن حملهٔ اسرائیل، این کشور را متهم کرد که جانِ دو شهروند فرانسوی زندانی در این زندان را به خطر انداخته است.